# Азаровщина
«Аза́ровщина» — ідеологія та принципи роботи, які сповідували колишній Прем'єр-міністр України Микола Азаров і його соратники, перебуваючи на різних владних посадах в Україні.

28.11.2000 року голова Комітету Верховної Ради України з питань бюджету Олександр Турчинов на пленарному засіданні сесії Верховної Ради України зазначив: 
|  | Аналіз карних дій ДПА з усією відповідальністю дає підстави стверджувати: сьогодні Державна податкова адміністрація перетворилася на безконтрольний і безкарний інструмент боротьби з тими, хто має альтернативну щодо офіційної точку зору на явища і процеси, що відбуваються в країні. Іншими словами, сьогодні в Україні активно формується азаровщина — жорстка адміністративно-силова каральна система, що може стати тотальним механізмом знищення політичного плюралізму. І саме сьогодні відпрацьовується методика, що дає можливість відновити повний псевдодержавний контроль над усіма сферами суспільного життя, реанімувати основи тоталітарного управління в країні» . |

Пізніше в пресі та офіційних прес-релізах термін азаровщина став часто вживатися як характеристика економічної та соціальної політики уряду Віктора Януковича в цілому.

У січні 2004 року Інна Богословська зробила заяву, у якій, зокрема, зазначено: 
|  | Потворна система призводить до постійних інституційних помилок і не дозволяє виробляти необхідну стратегію і тактику. Потворна система породжує потворні явища, до яких відноситься, зокрема, і азаровщина. |

Конкретно термін утворено від прізвища Азарова, який від листопада 2002 року до лютого 2005 року працював Першим віце-прем'єр-міністром України, міністром фінансів України.
Заяву було зроблено у зв'язку з тим, що 19 січня 2004 року Інна Богословська подала заяву про відставку з поста голови Державного комітету з питань регуляторної політики та підприємництва. На її думку, змінити що-небудь у нинішньому стані речей на рівні окремо взятого державного комітету неможливо. Особливо в заяві Богословської наголошено на категоричній незгоді з «ідеологією та принципами роботи, які сповідує перший віце-прем'єр Азаров» .

Наприкінці січня 2004 року в інтерв'ю газеті «Дзеркало тижня» Богословська пояснила, чому вона вжила термін азаровщина, а не януковщина (Віктор Янукович тоді був Прем'єр-міністром України): 
|  | Я пішла з роботи в економічному блоці уряду, за діяльність якого відповідає конкретно Азаров. Термін азаровщина з'явився від мого відчуття ситуації. Феномен не в одній персоні, а в тому, що в нас існує абсолютно хвора, прогнила адміністративна система, яка за своєю структурою, функціями, компетенцією не відповідає завданням сучасної держави» . |

18 січня 2011 опублікована заява БЮТ «Символом „компетентності“ Азарова стали гори гречки по 25 гривень за кіло, — заява», в якій є текст: 
|  | ... про азаровщину, як сплав некомпетентності та корупції, вже навіть написано цілу статтю у «Вікіпедії». |